# Константин Кочов
Константин Димитров Кочов е български общственик от Източна Македония.

## Биография
Константин Кочов е роден през 1866 година в драмското село Просечен, тогава в Османската империя, днес Просоцани, Гърция, в семейството на видния водач на Просеченската българска община Димитър Кочооглу и Олга Чохаджиева, дъщеря на Георги Чохаджиев. Емигрира в Свободна България и в 1884 година завършва Софийската класическа гимназия. В 1885 година е доброволец в Сръбско-българската война и е награден със сребърен медал. След това работи в Министерството на войната от 1886 до 1902 година и в Министерството на финансите от 1902 до 1907 година, а от 1907 до 1911 година е главен счетоводител в Министерството на външните работи, като се занимава активно с дейността на българските представителства в Османската империя. В 1912 година се връща Македония и работи като счеводител за Българската екзархия. Член е на Софийското централно доброволческо дружество „Сливница“.
В 1918 година се установява в Драма. Работи в тютюневата фирма на Кязим Емин. В 1924 година при Спогодбата „Калфов-Политис“ участва във Временния комитет на Червения кръст в Драма и подпомага изселването на българите от Драмско в България.
Кочов поддържа кореспонденция с Марко Балабанов, Георги Вернаца, Стоян Данев, Радул Канели, Тома Карайовов, Симеон Мишайков, генерал Никифор Никифоров, Стефан Панаретов, генерал Стефан Паприков, Евстати Паница, Димитър Ризов, Никола Ризов, Борис Сарафов, Михаил Сарафов, Димитър Станчев, Михаил Такев, Андрей Тошев, Димитър Цоков, Стефан Чапрашиков.